# MHC Zoetermeer
Mixed Hockey Club Zoetermeer is een hockeyclub uit de Nederlandse gemeente Zoetermeer.
De vereniging is opgericht op 28 februari 1968. Het terrein van MHCZ is gevestigd in het Burgemeester Van Tuyll Sportpark, in het oosten van Zoetermeer. In die buurt bevinden zich ook atletiekvereniging ARV Ilion en de Silverdome. 
Het eerste herenteam van MHCZ speelt in de Overgangsklasse; de dames spelen in de Eerste klasse (seizoen 2022/23).
Zoetermeer was in 1977 de derde club met een kunstgrasveld, waarvoor teams uit de wijde omtrek naar Zoetermeer kwamen. Sinds 2022 beschikt MHCZ over Drie kunstgras watervelden waarvan Twee met blauwe ondergrond en één met groene ondergrond. Hiernaast heeft MHCZ ook nog Twee semi-watervelden.
MHC Zoetermeer werkt ook met mensen met een geestelijke beperking, in het zogeheten G-team.